# ACDSee
ACDSee è un popolare visualizzatore nonché organizzatore di immagini per computer della ACD Systems, Inc.
Il programma nella versione attuale ACDSee 15, promette una veloce apertura dell'immagine selezionata, e piena integrazione con email, stampanti, e album online. Altra importante funzione è la compatibilità con oltre cento formati file. La parte manager, consente di organizzare le foto in cartelle ramificate, e di identificarne le proprietà in modo da poterle archiviare e catalogare per una facile ricerca. Funzione aggiuntiva delle versioni recenti, è quella di poter modificare e aggiustare le foto, con pochi semplici e intuitivi clic.